# Long Point
Long Point és una població dels Estats Units a l'estat d'Illinois. Segons el cens del 2000 tenia 247 habitants.

## Demografia
Segons el cens del 2000, Long Point tenia 247 habitants, 92 habitatges, i 72 famílies. La densitat de població era de 501,9 habitants/km².
Dels 92 habitatges en un 40,2% hi vivien nens de menys de 18 anys, en un 62% hi vivien parelles casades, en un 7,6% dones solteres, i en un 21,7% no eren unitats familiars. En el 19,6% dels habitatges hi vivien persones soles el 12% de les quals corresponia a persones de 65 anys o més que vivien soles. El nombre mitjà de persones vivint en cada habitatge era de 2,68 i el nombre mitjà de persones que vivien en cada família era de 3,04.
Per edats la població es repartia de la següent manera: un 30,8% tenia menys de 18 anys, un 6,1% entre 18 i 24, un 25,1% entre 25 i 44, un 23,9% de 45 a 60 i un 14,2% 65 anys o més.
L'edat mediana era de 39 anys. Per cada 100 dones de 18 o més anys hi havia 106 homes.
La renda mediana per habitatge era de 45.625 $ i la renda mediana per família de 43.750 $. Els homes tenien una renda mediana de 41.250 $ mentre que les dones 18.750 $. La renda per capita de la població era de 16.416 $. Aproximadament el 7,7% de les famílies i el 6,6% de la població estaven per davall del llindar de pobresa.

## Poblacions més properes
El següent diagrama mostra les poblacions més properes.